# Gran Fam de la Xina
La Gran Fam de la Xina, xinès: 三年大饥荒; pinyin Sān nián dà jīhuang lit. 'tres anys de fam' va ser una fam que es va produir entre 1959 i 1961 a la República Popular de la Xina (RPX).Alguns estudiosos també hi inclouen els anys 1958 o 1962.És àmpliament considerada com la fam més mortífera i una de les catàstrofes provocades per l'home més grans de la història de la humanitat, amb un nombre estimat de morts a causa de la fam que oscil·la entre desenes de milions (entre 15 i 55 milions).Les províncies més afectades van ser Anhui (18% de morts), Chongqing (15%), Sichuan (13%), Guizhou (11%) i Hunan (8%).
Els principals factors que van contribuir a la fam van ser les polítiques del Gran Salt Endavant (1958 a 1962) i les comunes populars, llançades pel president del Partit Comunista de la Xina Mao Zedong, com la distribució ineficient dels aliments dins de l'economia planificada de la nació; exigir l'ús de tècniques agrícoles pobres; la campanya de les Quatre Pestes que va reduir les poblacions de pardals (que va alterar l'ecosistema); l'excés de declaració de la producció de cereals; i ordenar a milions d'agricultors que passessin a la producció de ferro i acer.Durant la Conferència dels set mil quadres a principis de 1962, Liu Shaoqi, llavors president de la Xina, va atribuir formalment el 30% de la fam als desastres naturals i el 70% als desastres provocats per l'home ("三分天灾, 七分人祸").Després del llançament de la reforma econòmica xinesa, el Partit Comunista de la Xina (PCX) va declarar oficialment el juny de 1981 que la fam es devia principalment als errors del Gran Salt Endavant, així com del moviment anti-dretà, a més d'alguns desastres naturals i la ruptura sinosoviètica.

## Terminologia
Pel que fa a la gran fam que es va produir a la Xina continental de 1959 a 1961, els funcionaris xinesos la van descriure com a Tres anys de desastres naturals, xinès: 三年自然灾害 Sān nián zìrán zāihàiTres anys de greus desastres naturals, xinès: 三年严重自然灾害 Sān nián yánzhòng zìrán zāihài,Tres anys de dificultats, xinès: 三年困难时期 Sān nián kùnnán shíqíPeríode de dificultat econòmica de tres anys, xinès: 三年经济困难时期 Sān nián jīngjì kùnnán shíqíPeríode de dificultat temporal, xinès: 年暂时困难时期 Nián zhànshí kùnnán shíqíi altres termes.

## Extensió de la fam

### Caiguda de la producció
Els canvis de política que van afectar l'organització de l'agricultura van coincidir amb sequeres i inundacions. El temps havia estat relativament suau durant gran part de la dècada del 1950, però es va tornar especialment dolent el 1959, fet que va reduir els rendiments dels cultius. Com a resultat, la producció interanual de cereals va disminuir dràsticament. La collita va disminuir un 15% el 1959 en comparació amb el 1958, i el 1960 estava al 70% del seu nivell de 1958.Concretament, segons les dades governamentals de la Xina, la producció de cultius va disminuir de 200 milions de tones (o 400 mil milions de jin) el 1958 a 170 milions de tones (o 340 mil milions de jin) el 1959, i a 143,5 milions de tones (o 287 mil milions de jin) el 1960.

### El peatge de la mort
L'excés de mortalitat associada a la fam ha estat estimada per antics funcionaris del PCX i experts internacionals, i la majoria donen un nombre d'entre 15 i 55 milions de morts. L'autor maoista Gao Mobo afirma que els escriptors anticomunistes prefereixen augmentar el nombre de morts al més alt possible, mentre que els simpatitzants de la revolució comunista xinesa prefereixen veure el nombre més baix possible.El mateix Mao Zedong va suggerir, en una conversa amb el mariscal de camp Montgomery a la tardor de 1961, que les "morts no naturals" van superar els 5 milions entre 1960 i 1961, segons un informe desclassificat de la CIA.
| Morts (en milions) | Investigadors                            | Any  | Comentaris |
| ------------------ | ---------------------------------------- | ---- | --- |
| 55                 | Yu Xiguang (余习广)                      | 2015 | Yu, historiador xinès independent i antic instructor a l'Escola Central del Partit Comunista de la Xina, estima que 55 milions de persones van morir a causa de la fam. La seva conclusió es basa en dues dècades d'investigació arxivística. |
| 30–60              | Jasper Becker                            | 1996 | Becker, periodista britànic i autor de Hungry Ghosts: Mao's Secret Famine, va escriure que la majoria de les estimacions del nombre de morts per fam oscil·len entre els 30 i els 60 milions. |
| 43                 | Frank Dikötter                           | 2010 | Dikötter, catedràtic d'Humanitats de la Universitat de Hong Kong i autor de Mao's Great Famine, estima que almenys 45 milions de persones van morir per fam, excés de treball i violència estatal durant el Gran Salt Endavant, i afirma que les seves troballes es basaven en l'accés als recentment oberts arxius locals i provincials del partit.El seu estudi també subratllava que la violència estatal va agreujar el nombre de morts. Dikötter afirma que almenys 2,5 milions de les víctimes van ser colpejades o torturades fins a la mort.La seva aproximació als documents, així com la seva afirmació de ser el primer autor a utilitzar-los, però, han estat qüestionades per alguns altres estudiosos.En revisar Mao's Great Famine (MGF), l'historiador Cormac Ó Gráda va escriure que "MGF està ple de números però hi ha poques taules i no hi ha gràfics. [....] Pàgina rere pàgina de MGF apareixen números […] sense parlar de la seva fiabilitat o procedència: l'únic que sembla importar és que siguin 'grans'" El sociòleg Andrew G. Walder també ha criticat l'elevada estimació del nombre de morts de Dikötter perquè no recolza en dades de població específiques per edat. i per l'historiador Anthony Garnaut que escriu que les tècniques de mostreig de Dikötter no compleixen les millors pràctiques acadèmiques. |
| 43                 | Chen Yizi (陈一谘)                       | 1994 | Chen, antic alt funcionari xinès i màxim assessor de l'antic secretari general del PCX Zhao Ziyang, afirma que 43 milions de persones van morir a causa de la fam. L'economista Carl Riskin va escriure que "els mètodes d'estimació de Chen Yizi són desconeguts" perquè no s'han publicat. |
| 40                 | Liao Gailong (廖盖隆)                    | 2019 | Liao, antic vicedirector de la Unitat d'Investigació Històrica del PCX, va informar de 40 milions de morts "antinaturals" a causa de la fam. |
| 36                 | Mao Yushi                                | 2014 | Mao, economista xinès i guanyador del premi Milton Friedman 2012 per l'avenç de la llibertat, va xifrar el nombre de morts en 36 milions. |
| 36                 | Yang Jisheng                             | 2012 | Yang, veterà periodista de l'agència de notícies Xinhua i autor de Tombstone: The Great Chinese Famine, 1958–1962, conclou que hi va haver 36 milions de morts a causa de la fam, mentre que altres 40 milions més no van néixer, de manera que "la pèrdua total de població de la Xina durant el La gran fam arriba a 76 milions".En resposta, l'historiador Cormac Ó Gráda va escriure que els resultats d'una enquesta retrospectiva de fertilitat "defensen un nombre total [de morts] molt més baix —potser deu milions més baix— que el proposat per Yang". |
| 32.5               | Cao Shuji (曹树基)                       | 2005 | Cao, professor distingit de la Universitat Jiao Tong de Xangai, va estimar el nombre de morts en 32,5 milions. |
| 30                 | Vaclav Smil                              | 1999 | Smil, científic i analista de polítiques txec-canadenc, va calcular 30 milions de morts. |
| 30                 | Judith Banister                          | 1987 | Banister, directora de demografia global a The Conference Board, va estimar 30 milions de morts en excés entre 1958 i 1961. |
| 23                 | Peng Xizhe (彭希哲)                      | 1987 | Peng, professor de Població i Desenvolupament a la Universitat Fudan, va estimar un excés de 23 milions de morts durant la fam. |
| 22                 | Li Chengrui (李成瑞)                     | 1998 | Li, exministre de l'Oficina Nacional d'Estadística de la Xina, va calcular 22 milions de morts. La seva estimació es basa en els 27 milions de mortsestimats per Ansley J. Coale i els 17 milions de morts estimats per Jiang Zhenghua (蒋正华). |
| 18                 | Shujie Yao (姚书杰)                      | 1999 | Yao, de la càtedra d'economia de l'Escola de Negocis de la Universitat de Middlesex, va concloure que 18 milions de persones van morir a causa de la fam. |
| 15                 | Acadèmia Xinesa de Ciències              | 1989 | Un equip d'investigació de l'Acadèmia Xinesa de Ciències va concloure que almenys 15 milions de persones van morir de malnutrició. |
| 15.4               | Daniel Houser, Barbara Sands i Erte Xiao | 2009 | Houser, Sands i Xiao, en un article al Journal of Economic Behavior & Organization, estimaven que la Xina va patir un excés de 15,4 milions de morts durant la fam, de les quals el 69% (o 10,6 milions) es van atribuir als efectes derivats de les polítiques nacionals. |
| 11                 | Utsa Patnaik                             | 2007 | Patnaik, una economista marxista, estima que la fam va causar 11 milions de morts. |
| 3.66               | Sun Jingxian (孙经先)                    | 2016 | Sun, un estudiós de matemàtiques aplicades i professor de la Universitat de Shandong, va concloure una estimació de 3,66 milions de "morts anòmales" durant els anys de fam. |
| 2.6–4              | Yang Songlin (杨松林)                    | 2021 | Yang, investigador del Centre d'Investigació per al Desenvolupament del Consell d'Estat a Henan, estima que aproximadament entre 2,6 i 4 milions de persones van morir durant els anys de fam |

Taxes de natalitat i mortalitat a la Xina

A causa de la manca d'aliments i d'incentius per casar-se en aquella època, segons les estadístiques oficials de la Xina, la població de la Xina el 1961 era d'uns 658.590.000 habitants, uns 14.580.000 menys que el 1959. La taxa de natalitat va disminuir del 2,922% al 2958% (2958). % (1960) i la taxa de mortalitat van augmentar de l'1,198% (1958) al 2,543% (1960), mentre que la mitjana de 1962-1965 és d'un 4% i un 1%, respectivament.La mortalitat en les taxes de natalitat i mortalitat va assolir el màxim el 1961 i va començar a recuperar-se ràpidament després d'això, tal com es mostra al gràfic de dades del cens que es mostra aquí. Lu Baoguo, un periodista de Xinhua establert a Xinyang, va explicar a Yang Jisheng per què mai va no informar de la seva experiència:
| « | A la segona meitat de 1959, vaig agafar un autobús de llarga distància des de Xinyang fins a Luoshan i Gushi. Per la finestra vaig veure un cadàver rere un altre a les séquies. A l'autobús ningú no s'atrevia a esmentar els morts. En un comtat, Guangshan, un terç de la població havia mort. Tot i que hi havia morts per tot arreu, els líders locals gaudien de bons àpats i de bons licors. ... Havia vist destruir persones que havien dit la veritat. M'atreveria a escriure-ho? | » |

Yu Dehong, secretari d'un funcionari del partit a Xinyang el 1959 i el 1960, va declarar:
| « | Vaig anar a un poble i vaig veure 100 cadàvers, després un altre poble i 100 cadàvers més. Ningú els parava atenció. La gent deia que els gossos es menjaven els cossos. No és cert, vaig dir. Feia temps que la gent es menjava els gossos. | » |

### Canibalisme
Hi ha informes orals generalitzats, tot i que poca documentació oficial, sobre canibalisme humà practicat de diverses formes com a conseqüència de la fam.Per sobreviure, la gent havia de recórrer a tots els mitjans possibles, des de menjar terra i verins fins a robar i matar i fins i tot menjar carn humana. A causa de l'escala de la fam, alguns han especulat que el canibalisme resultant es podria descriure com "a una escala sense precedents en la història del segle XX".

## Causes de la fam

### Ruptura sinosoviètica
A finals de 1960, la Unió Soviètica va tenir en compte les condicions nacionals de la Xina i va proposar que "el pagament del deute es pogués ajornar". Durant les converses comercials sino-soviètiques celebrades a principis de 1961, ambdues parts van acordar ajornar el pagament del deute.
El 1960, la Xina devia a la Unió Soviètica aproximadament 350 milions de dòlars, equivalent a 5.300 milions de iuans. El deute de la Xina amb la Unió Soviètica des de la dècada de 1950 es pot dividir aproximadament en dos imports. El primer és un deute de 3.000 milions de iuans per a la importació d'armes i equipament militar per resistir l'agressió dels Estats Units i ajudar Corea. Quan l'exèrcit soviètic es va retirar de Lüshun el 1955, va lliurar equips per valor de 980 milions de iuans. Aquests deutes militars representaven més del 60% del total de deutes de la Xina amb la Unió Soviètica. El segon element és la maquinària i equips industrials bàsics subministrats per la Unió Soviètica a la Xina durant el primer i segon plans quinquennals de la Xina.
Des de 1950, l'import total dels préstecs de la Unió Soviètica, inclosos els interessos calculats en RMB, era de 5.743 milions de iuans. Abans de 1960, s'havien pagat 3.300 milions de iuans, i encara es tenia un deute total de 2.443 milions de iuans amb la Unió Soviètica.
El 1964, el primer ministre del Consell d'Estat Zhou Enlai va dir a l'"Informe de treball del govern" lliurat a la primera sessió del Tercer Congrés Nacional del Poble: 
| « | Durant el difícil període econòmic, no només no vam demanar en préstec ni un cèntim a compte deute exterior, sinó que vam pagar gairebé tots els nostres deutes exteriors passats. El deute exterior es va saldar gairebé tot". | » |

L'any 1961, la Unió Soviètica va prestar 200.000 tones de gra a la Xina per pal·liar l'escassetat de cereals al nord-est de la Xina.
Khrusxov, l'aleshores primer secretari del Comitè Central del Partit Comunista de la Unió Soviètica, explica a les seves memòries que va oferir suport al llavors primer ministre xinès Zhou Enlai en persona. I aquest últim va respondre: 
| « | La direcció ho ha discutit i ha decidit expressar el seu agraïment als camarades soviètics, però rebutgen l'assistència tot dient que resoldran el problema pel seu compte. | » |

Segons l'opinió pública i privada xinesa, la "traïció, la retirada d'experts i el cobrament forçós de deutes" del govern soviètic han estat considerats com un dels factors que van provocar el període difícil de tres anys.El professor Shen Zhihua, historiador i expert en relacions sinosoviètiques, va dir: 
| « | Hi ha rumors que la Unió Soviètica va pressionar per a pagar el deute després que la relació amb la Xina es deteriorés, però no he vist cap registre d'això en documents històrics. | » |

### Relacions sinoestatunidenques
L'any 1962, l'administració Kennedy dels Estats Units va intentar millorar les relacions entre tots dos països mitjançant l'ajuda alimentària, però els Estats Units es van negar a retirar les seves tropes de Taiwan. Atès que la Xina insistia en la retirada d'aquestes tropes, va rebutjar l'ajuda.Basant-se en factors com el suport de la Xina a la presa del poder comunista al sud-est asiàtic i la guerra sinoíndia, l'administració Kennedy finalment va renunciar als seus ajustos polítics i propostes d'assistència per a la Xina.

### Gran Salt Endavant
El Partit Comunista Xinès va introduir canvis dràstics en la política agrícola durant el Gran Salt Endavant.

#### Comunes populars

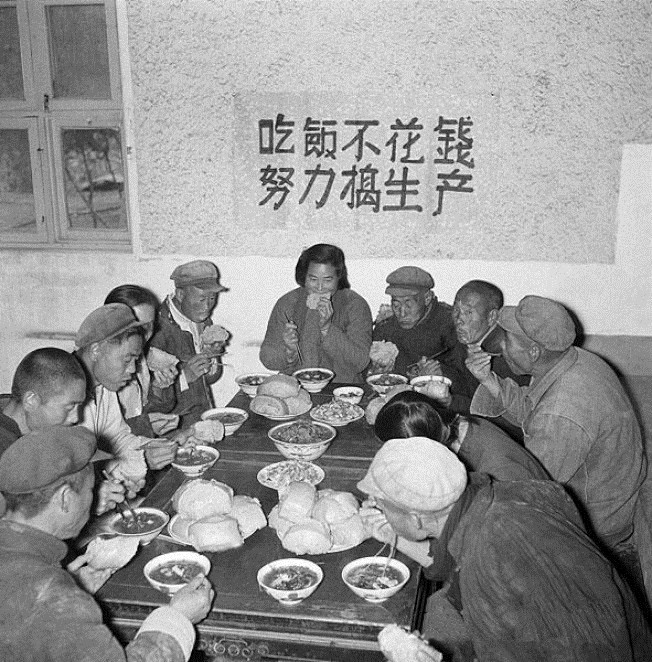
Menjador públic (cantina) d'una comuna popular. L'eslògan a la paret diu "No cal pagar per menjar, centra't en produir".

Durant el Gran Salt Endavant, l'agricultura es va organitzar en comunes populars i es va prohibir el conreu de parcel·les individuals. Anteriorment, els pagesos conreaven parcel·les de terra cedides pel govern. El Gran Salt Endavant va fer que l'economia agrícola fos cada cop més centralitzada. Els líders regionals del partit rebien quotes de producció per a les comunes sota el seu control. Aleshores, l'estat s'apropiava de la seva producció i la distribuia segons la seva discreció. L'any 2008, l'antic editor adjunt de Yanhuang Chunqiu i l'autor Yang Jisheng resumirien la seva perspectiva de l'efecte dels objectius de producció com la impossibilitat de redirigir el subministrament cap a on es demanava més:
| « | A Xinyang, la gent moria de fam a les portes dels magatzems de gra. Quan morien, cridaven: "Partit Comunista, president Mao, salveu-nos". Si s'haguessin obert els graners de Henan i Hebei, ningú no hauria d'haver mort. Com que la gent moria en gran nombre al seu voltant, els funcionaris no van pensar en salvar-los. La seva única preocupació era com complir amb el lliurament de gra. | » |

El grau en què les comunes populars van reduir o empitjorar la fam és controvertit. Cada regió va tractar la fam de manera diferent, i els terminis de la fam no són uniformes a tota la Xina. Un dels arguments és que es produïa menjar excessiu als menjadors, i que això va provocar directament un empitjorament de la fam. Si no s'hagués produït un menjar excessiu, va argumentar un erudit, "el pitjor de la fam del Gran Salt encara es podria haver evitat a mitjans de 1959".No obstant això, la fam no es va instal·lar a llocs com el poble de Da Fo fins al 1960,es va trobar que la taxa de participació del menjador públic no era una causa significativa de fam a Anhui i Jiangxi.Al poble de Da Fo, " la producció d'aliments no va disminuir en realitat, però hi va haver una sorprenent pèrdua de disponibilitat d'aliments associada a l'apropiació de l'estat maoista".

#### Tècniques agrícoles
Juntament amb la col·lectivització, el govern central va decretar diversos canvis en les tècniques agrícoles que es basarien en les idees del posteriorment desacreditat agrònom soviètic Trofim Lissenko. Una d'aquestes idees va ser la plantació propera, per la qual cosa la densitat de les plàntules es va triplicar al principi i després es va duplicar de nou. La teoria era que les plantes de la mateixa espècie no competirien entre elles. En els cicles naturals van competir plenament, fet que va frenar el creixement i va donar lloc a rendiments més baixos.
Una altra política coneguda com a "llaurada profunda" es basava en les idees d'un col·lega de Lissenko, Terenti Maltsev, que va animar els camperols de tota la Xina a evitar les profunditats normals de llaurar (de 15 a 20 centímetres) i, en canvi, els va animar a llaurar profundament al sòl (entre 1 i 2 peus xinesos o 33 a 66 cm). La teoria de la llaurada profunda afirmava que el sòl més fèrtil es trobava a més profunditat, i llaurar a una profunditat inusual permetria un creixement d'arrels molt fort. Tot i que l'arada profunda pot augmentar els rendiments en alguns contextos, generalment es considera que la política ha obstaculitzat els rendiments a la Xina.

#### Campanya contra les Quatre Pestes

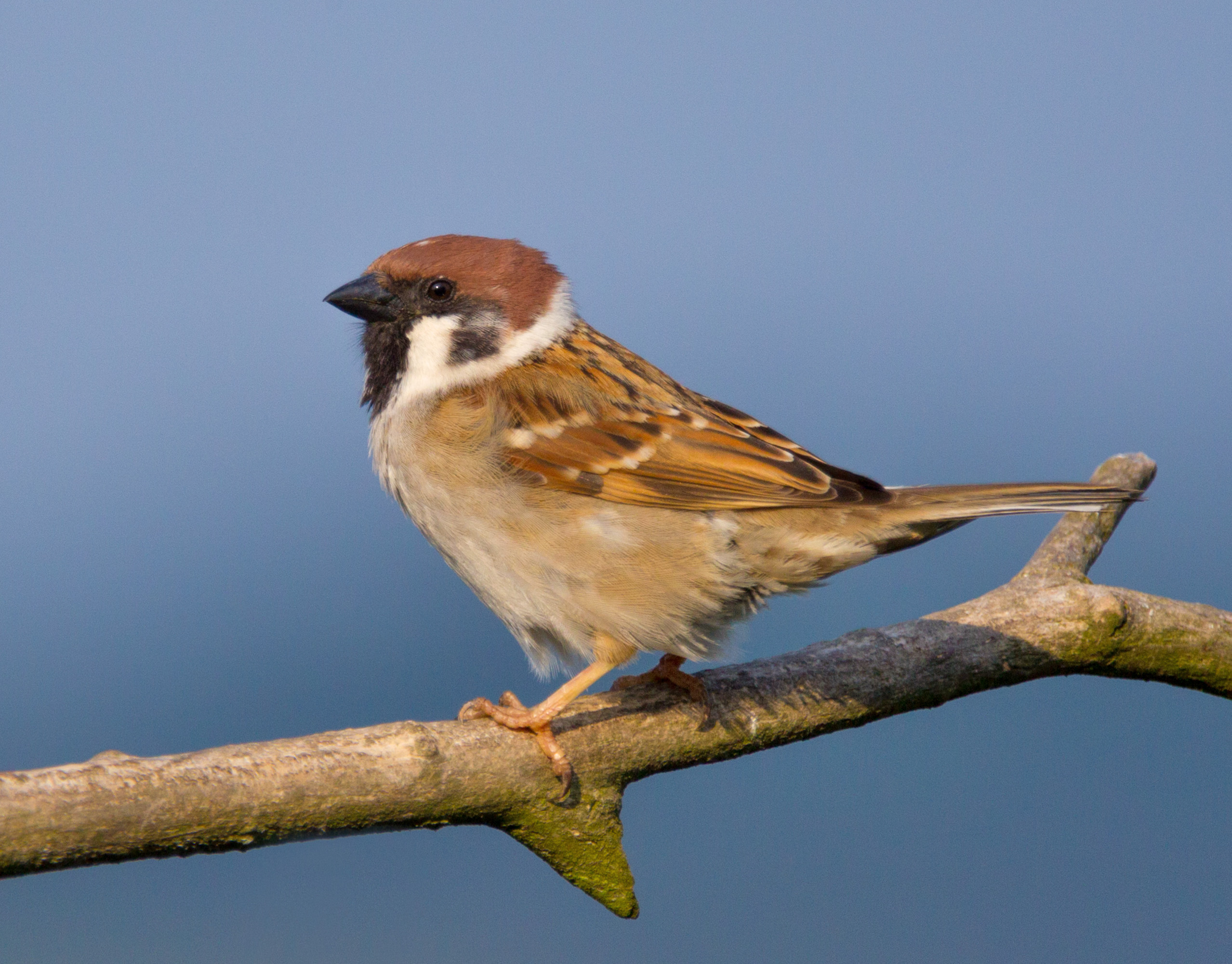
El pardal xarrec va ser l'objectiu més notable de la campanya contra les Quatre Pestes

A la campanya contra les Quatre Pestes, els ciutadans van ser cridats a destruir mosquits, rates, mosques i pardals. L'erradicació massiva dels pardals va donar lloc a un augment de la població d'insectes que mengen conreus, que no tenien depredadors sense els pardals.

#### Il·lusió de sobreabundància
A partir de 1957, el Partit Comunista Xinès va començar a denunciar una producció excessiva de gra a causa de la pressió dels superiors. Tanmateix, la producció real de gra a tota la Xina va estar disminuint des de 1957 fins a 1961. Per exemple:
- A la província de Sichuan, tot i que el gra recollit va disminuir de 1958 a 1961, les xifres comunicades al govern central van continuar augmentant.[92]
- A Gansu, el rendiment de gra va disminuir en 4.273.000 tones entre 1957 i 1961.[6]

Aquesta sèrie d'esdeveniments va donar lloc a una "il·lusió de superabundància" (浮夸风), en la qual el Partit creia que el país tenia un excés de gra. Per contra, els rendiments dels cultius van ser inferiors a la mitjana. Per exemple, Pequín creia que "el 1960 els graners estatals tindrien 50.000 milions de jin de gra", quan en realitat contenien 12.700 milions de jin.Els efectes de la il·lusió de superabundància van ser significatius, i alguns historiadors van argumentar que va ser la principal causa de gran part de la fam a tota la Xina. Yang Dali argumenta que hi havia tres conseqüències principals de la il·lusió de superabundància:
| « | En primer lloc, va fer que els planificadors destinessin les terres de cereals a cultius econòmics, com el cotó, la canya de sucre i la remolatxa, i desviessin un gran nombre de treballadors agrícoles cap a sectors industrials, alhora que alimentaven la demanda estatal de cereals adquirits del camp. En segon lloc, va impulsar la direcció xinesa, especialment Zhou Enlai, a accelerar les exportacions de cereals per assegurar-se més divises per comprar béns de capital necessaris per a la industrialització. Finalment, la il·lusió de sobreabundància va fer que l'adopció dels menjadors comunals semblés racional en el seu moment. Tots aquests canvis, per descomptat, van contribuir a l'esgotament ràpid dels subministraments de cereals. | » |

#### Producció de ferro i acer

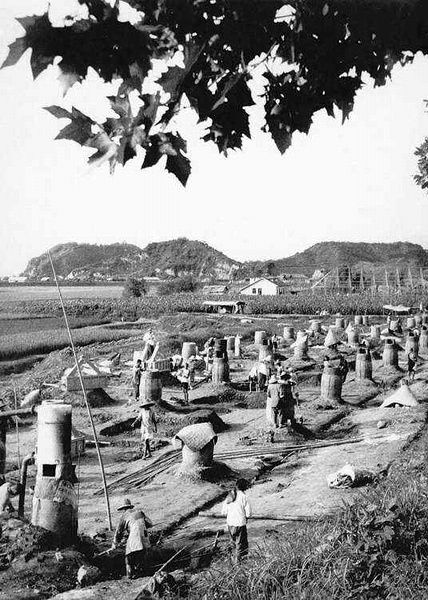
Alts forns rurals per a la producció d'acer

La producció de ferro i acer s'identificava com un requisit clau per al progrés econòmic, i milions de camperols van rebre l'ordre d'abandonar les tasques agrícoles per incorporar-se a la mà d'obra de la producció de ferro i acer. Gran part del ferro produït per la població camperola va acabar sent massa feble per ser utilitzat comercialment.

### Més polítiques del govern central
Els economistes Xin Meng, Nancy Qian i Pierre Yared van demostrar que, tal com havia afirmat anteriorment el premi Nobel Amartya Sen, la producció agregada era suficient per evitar la fam i que la fam va ser causada per l'excés de compres i la mala distribució al país. Mostren que, a diferència de la majoria d'altres fams, hi va haver sorprenentment més morts als llocs que produïen més aliments per càpita, la qual cosa demostra que la inflexibilitat en el sistema d'adquisició d'aliments planificat centralment explica almenys la meitat de la mortalitat per fam.Els historiadors econòmics James Kung i Shuo Chen mostren que hi va haver més excés d'adquisicions a llocs on els polítics es trobaven més competència.
A més, les polítiques del Partit Comunista Xinès (PCX) i del govern central, en particular les Tres Banderes Roges i el Moviment d'Educació Socialista (MES), van resultar ideològicament perjudicials per a l'empitjorament de la fam. Les Tres Banderes Roges del PCX "van despertar el fanatisme del 1958". La implementació de la línia de massa, una de les tres banderes, que deia a la gent "feu tot el possible, apunteu alt i construiu el socialisme amb resultats més grans, millors i més econòmics", se cita amb relació a les pressions que van sentir els funcionaris per informar d'una superabundància de gra. El MES, establert el 1957, també va provocar la gravetat de la fam de diverses maneres, inclosa la "il·lusió de superabundància" (浮夸风). Un cop es va informar de les exageracions dels rendiments de les collites per part de la línia de massa, "ningú no es va atrevir a 'abocar aigua freda' damunt d'altres informes". El MES també va conduir a l'establiment de teories de conspiració en les quals es creia que els camperols feien veure que tenien gana per tal de sabotejar la compra de gra de l'estat.

### Relacions de poder en els governs locals

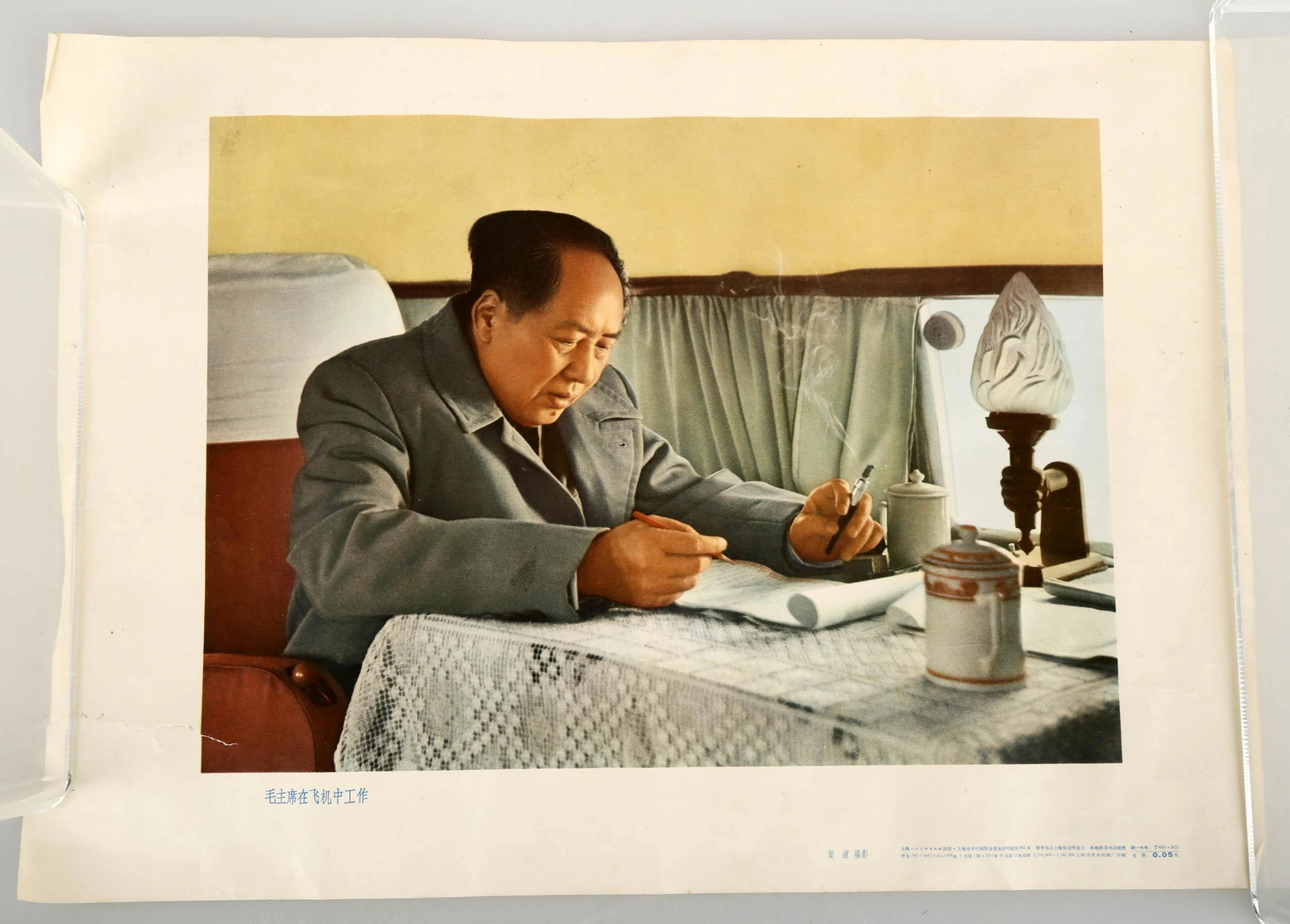
Mao Zedong en un avió, 1957

Els governs locals van tenir la mateixa influència, si no més, sobre la fam que els escalafons més alts del govern. A mesura que avançava el Gran Salt Endavant, molts líders provincials van començar a alinear-se amb Mao i els líders superiors del Partit.Els líders locals es van veure obligats a triar entre fer el que era millor per a la seva comunitat i protegir la seva reputació políticament. "Es denunciava qualsevol oposició com a 'dreta conservadora', que era definida a grans trets com a qualsevol cosa anticomunista. En un entorn de teories de la conspiració dirigides contra els camperols, guardar cereals addicionals per menjar una família, defensar la creença que el Gran Salt Endavant no s'hauria d'implementar o simplement no treballar prou dur eren vistes com a formes de "dreta conservadora". Els camperols no podien parlar obertament sobre la col·lectivització i la compra estatal de gra. Amb una cultura de la por i la recriminació tant a nivell local com oficial, parlar i actuar contra la fam es va convertir en una tasca aparentment impossible.
La influència dels governs locals en la fam es pot veure en la comparació entre les províncies d'Anhui i Jiangxi. Anhui, amb un govern radical pro-Mao, estava dirigida per Zeng Xisheng, que era "dictatorial", amb vincles amb Mao. Zeng creia fermament en el Gran Salt Endavant i va intentar establir relacions amb funcionaris superiors en lloc de mantenir llaços locals. Zeng va proposar projectes agrícoles sense consultar els seus col·legues, fet que va provocar que l'agricultura d'Anhui fracassés terriblement. Zhang Kaifan, secretari del partit i sotsgovernador de la província, va sentir rumors d'una fam a Anhui i no va estar d'acord amb moltes de les polítiques de Zeng. Zeng va informar sobre Zhang a Mao per aquestes especulacions. Com a resultat, Mao va titllar Zhang de "membre de la camarilla militar anti-Partit Peng Dehuai" i va ser expulsat del partit local. Zeng no va poder informar sobre la fam quan es va convertir en una situació d'emergència, ja que això hagués demostrat la seva hipocresia. Per això va ser descrit com un "radical polític flagrant que gairebé per si sol va danyar Anhui".
Jiangxi es va trobar amb una situació gairebé oposada a la d'Anhui. Els líders de Jiangxi es van oposar públicament a alguns dels programes del Gran Salt, en silenci es van quedar indisponibles i fins i tot semblaven tenir una actitud passiva cap a l'economia maoista. Com que els líders treballaven en col·laboració entre ells, també treballaven amb la població local. En crear un entorn en què el Gran Salt Endavant no es va implementar completament, el govern de Jiangxi "va fer tot el possible per minimitzar els danys". A partir d'aquestes troballes, els estudiosos Manning i Wemheuer van concloure que gran part de la gravetat de la fam es devia als líders provincials i a llur responsabilitat per les seves regions.

### Desastres naturals

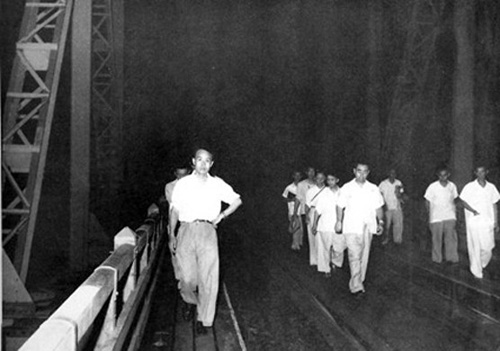
Durant les inundacions del riu Groc del 1958, el primer ministre Zhou Enlai (al mig) inspecciona el pont ferroviari del riu Groc de Jinan Luokou.

El 1958, hi va haver una notable riuada regional del riu Groc que va afectar part de la província de Henan i la província de Shandong.Es va informar que era la inundació més severa del riu Groc des de 1933.El juliol de 1958, la riuada del riu Groc va afectar 741.000 persones en 1708 pobles i va inundar més de 3,04 milions de mu (més de mig milió d'acres) de camps de conreu.El torrent més gran de la inundació es va dirigir sense problemes al mar de Bohai el 27 de juliol, i el govern va declarar una "victòria sobre la inundació" després d'enviar un equip de rescat de més de 2 milions de persones. El portaveu del Centre de Prevenció d'Inundacions del govern xinès va declarar el 27 de juliol de 1958 que:
| « | Aquest any hem vençut la gran riuada sense divisió de torrents ni trencaments a les preses, la qual cosa assegura una gran collita dels conreus. Aquest és un altre miracle creat pel poble xinès. | » |

Però el govern es va animar a informar sobre l'èxit i amagar els fracassos.Com que els 2 milions de treballadors agrícolas de les dues províncies van rebre l'ordre d'allunyar-se dels camps per servir com a equip de rescat i estaven reparant les ribes del riu en comptes de cuidar els seus camps, "els cultius es descuraren i gran part de la collita es deixa podrir als camps".En canvi, l'historiador Frank Dikötter ha argumentat que la majoria de les inundacions durant la fam no es van deure a un temps inusual, sinó a obres de regadiu massives, mal planificades i mal executades que formaven part del Gran Salt Endavant. En aquell moment, animats per Mao Zedong, els xinesos construïen un gran nombre de preses i milers de quilòmetres de nous canals de reg per intentar traslladar l'aigua de les zones humides a les zones que patien sequera.Algunes de les obres, com el Canal Bandera Roja, van fer contribucions positives al regadiu, però els investigadors han assenyalat que el projecte de construcció hidràulica massiva va provocar moltes morts per fam, epidèmies i ofegaments, cosa que va contribuir. a la fam.
No obstant això, hi ha hagut desacords sobre la importància de la sequera i les inundacions en la causa de la Gran Fam.Segons dades publicades de l'Acadèmia Xinesa de Ciències Meteorològiques (中国气象科学研究院), la sequera del 1960 no va ser estranya i la seva gravetat només es va considerar "lleu" en comparació amb la d'altres anys; va ser menys greu que les del 1955, 1963, 1965–1967, etc.A més, Yang Jisheng, veterà periodista de l'Agència de Notícies Xinhua, informa que Xue Muqiao, llavors cap de l'Oficina Nacional d'Estadística de la Xina, va dir el 1958: "Donem les xifres que els nostres superiors vulguin" per exagerar els desastres naturals i alleujar la responsabilitat ofcial de les morts per fam.Yang afirmar que va investigar altres fonts, inclòs un arxiu no governamental de dades meteorològiques de 350 estacions meteorològiques de tota la Xina, i les sequeres, inundacions i temperatures durant el període 1958-1961 estaven dins dels patrons típics de la Xina.Segons Basil Ashton:
| « | Molts observadors estrangers van considerar que aquests informes de males collites relacionats amb el clima estaven dissenyats per encobrir els factors polítics que havien provocat un mal rendiment agrícola. També sospitaven que els funcionaris locals tendien a exagerar aquests informes per obtenir més ajuda estatal o desgravació fiscal. És evident que el clima va contribuir a la terrible caiguda de la producció, però és impossible avaluar fins a quin punt. | » |

Malgrat aquestes afirmacions, altres estudiosos han proporcionat dades demogràfiques a nivell provincial que demostren quantitativament que el clima també era un factor important, especialment a les províncies que van experimentar condicions excessivament humides.Segons l'economista Daniel Houser i altres, el 69% de la fam fou deguda a polítiques governamentals, mentre que la resta (31%) fou deguda a desastres naturals.

## Conseqüències

### Reaccions inicials i encobriments

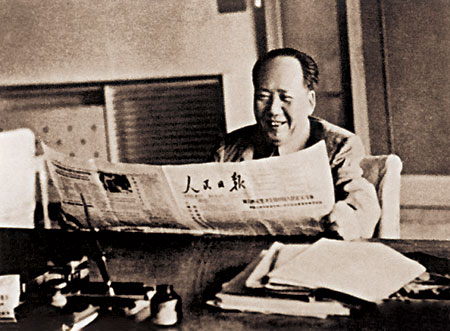
Mao Zedong llegint el Diari del Poble (1961).

Els líders locals dels partits, per la seva banda, van conspirar per cobrir les mancances i atribuir la culpa per protegir les seves pròpies vides i càrrecs.Fins que la taxa de natalitat va començar a desplomar-se i les morts van augmentar el 1958 i el 1959, Mao no va ser conscient de la fam que patien alguns habitants de les zones rurals.L'any 1960, com a gest de solidaritat, Mao no va menjar carn durant set mesos i Zhou Enlai va reduir el seu consum mensual de cereals.
A les visites a la província de Henan el 1958, Mao va observar el que els funcionaris locals afirmaven que eren augments en el rendiment dels cultius d'entre un mil i un tres mil per cent, aconseguits suposadament en campanyes massives de 24 hores organitzades pels funcionaris i que ells anomenaven "llançaments de Spútnik". Però les xifres eren falses, i també ho eren els camps que Mao va observar, que havien estat curosament preparats abans de la visita de Mao pels funcionaris locals, que van treure brots de cereals de diversos camps i els van trasplantar acuradament a un camp preparat especialment per Mao, en el que semblava ser una collita excel·lent.
Els funcionaris locals es van veure atrapats per aquestes demostracions falses davant de Mao i van exhortar els camperols a assolir fites inabastables, mitjançant "arades profundes i plantacions denses", entre altres tècniques. Això va acabar empitjorant molt les coses; la collita va fracassar per complet i va deixar camps erms. Ningú no estava en posició de qüestionar les idees de Mao per considerar-les incorrectes, per la qual cosa els pagesos van fer tot el possible per mantenir la farsa; alguns van cultivar plàntules als seus llits i abrics i, després que les plàntules brotessin ràpidament, les "plantaren" als camps; el llit feia que les plantes semblés altes i saludables.
Igual que en la fam massiva creada pels soviètics a Ucraïna (l'Holodomor), als metges se'ls va prohibir incloure la "fam" com a causa de mort als certificats de defunció. Aquesta mena d'engany no era gens inusual; una famosa imatge de propaganda de la fam mostra nens xinesos de la província de Shandong ostensiblement dempeus dalt d'un camp de blat, tan densament cultivat que aparentment podria suportar el seu pes. En realitat, estaven dempeus en un banc amagat sota les plantes, i el "camp" tornava a estar totalment compost de tiges trasplantades individualment.

### Resposta de Taiwan
Un cop va tenir notícia de la fam, el govern de Taiwan va lliurar ajuda alimentària mitjançant paracaigudes.

### Revolució Cultural

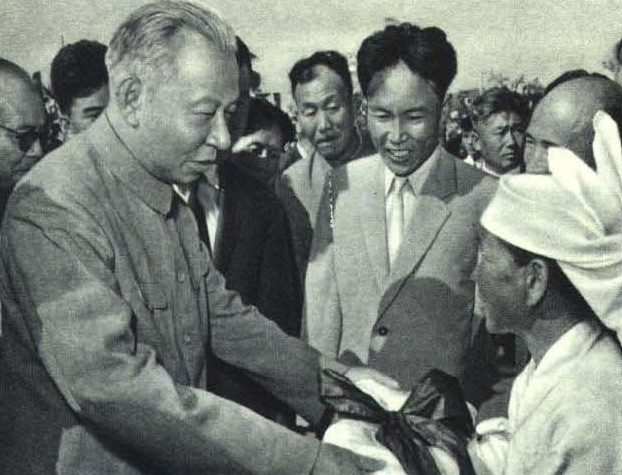
Liu Shaoqi en una visita a Corea del Nord (1963).

A l'abril i maig de 1961, Liu Shaoqi, aleshores president de la República Popular de la Xina, va concloure, després de 44 dies d'investigació de camp als pobles de Hunan, que les causes de la fam eren un 30% de desastres naturals i un 70% d'error humà (三分天灾,七分人祸).
Al gener i febrer de 1962, va tenir lloc a Pequín la "Conferència dels 7.000 quadres", a la qual van assistir més de 7.000 funcionaris del PCX a tot el país.Durant la conferència, Liu va anunciar formalment la seva conclusió sobre les causes de la gran fam, mentre que el Gran Salt Endavant va ser declarat "acabat" pel Partit Comunista Xinès. Les polítiques de Mao Zedong van ser criticades.El juliol del mateix any, Deng Xiaoping va presentar la "teoria del gat" (versió primerenca) que va ser àmpliament difosa després de la reforma econòmica: No importa si el gat és groc o negre. Sempre que atrapi ratolins, és un bon gat.
El fracàs del Gran Salt Endavant, així com la fam, van obligar Mao Zedong a retirar-se de la presa de decisions activa dins del PCX i del govern central, i a lliurar diverses responsabilitats futures a Liu Shaoqi i Deng Xiaoping.Liu i Deng i d'altres van dur a terme una sèrie de reformes econòmiques, incloent polítiques com el sanzi yibao (三自一包) que permetien el lliure mercat i la responsabilitat domèstica per a la producció agrícola.
Però des de llavors, les diferències entre Mao Zedong i Liu, Deng i altres no van fer altra cosa que augmentar, sobretot en temes com la lluita de classes. El 1963, Mao va posar en marxa el Moviment d'Educació Socialista i el 1966, va endegar la Revolució Cultural, durant la qual Liu va ser acusat de traïdor i agent enemic per atribuir només el 30% a calamitats naturals.
Liu va ser colpejat i li van negar medicaments per a la diabetis i la pneumònia; va morir el 1969.Deng va ser acusat de ser un "company de ruta capitalista" durant la Revolució Cultural i va ser depurat dues vegades.

### Reformes i reflexions

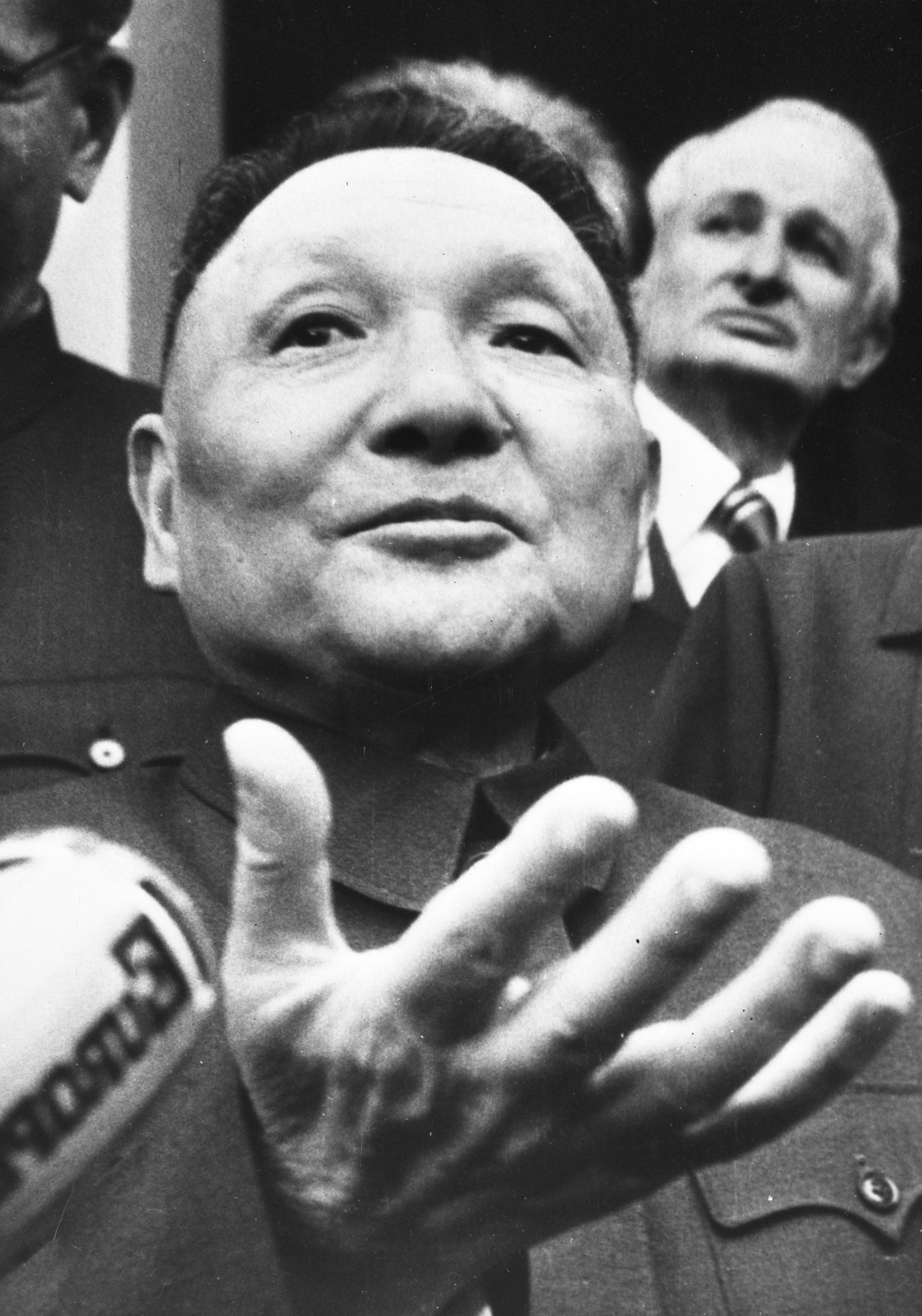
Deng Xiaoping

El desembre de 1978, Deng Xiaoping es va convertir en el nou líder suprem de la Xina i va endegar un programa històric de reformes i obertura que va canviar fonamentalment el sistema agrícola i industrial de la Xina.Fins a principis de la dècada del 1980, la postura del govern xinès era que la fam era en gran part el resultat d'una sèrie de desastres naturals agreujats per diversos errors de planificació, reflectits pel nom de "Tres anys de desastres naturals". Durant el període "Boluan Fanzheng" al juny de 1981, el Partit Comunista Xinès (PCX) va canviar oficialment el nom a "Tres anys de dificultats", i va declarar que la fam es devia principalment als errors del Gran Salt Endavant així com a la campanya antidretana, a més d'alguns desastres naturals i la ruptura sinosoviètica. Els estudis acadèmics sobre la Gran Fam xinesa també es van fer més actius a la Xina continental després de 1980, quan el govern va començar a publicar algunes dades demogràfiques que fins aleshores havien estat vetades a l'opinió pública. Diversos funcionaris xinesos d'alt rang havien expressat les seves opinions sobre la fam:
- Zhao Ziyang, exsecretari general del Partit Comunista Xinès, va dir una vegada que "el nostre Partit mai no va admetre errors. Si les coses anaven molt malament, només trobàvem alguns bocs expiatoris i els culpàvem, com ara Lin Biao i la Banda dels Quatre. Si els bocs expiatoris eren difícils de trobar, simplement culpàvem els desastres naturals, com a la gran fam a finals dels anys 50 i principis dels 60, quan desenes de milions de persones van morir, cosa que es va deure simplement a errors polítics del Partit".[144]

- Bo Yibo, un dels Vuit Ancians i antic viceprimer ministre de la República Popular de la Xina, va dir una vegada: "Durant els tres anys difícils, la gent de tot el país va patir desnutrició a causa de la manca d'aliments i l'edema va ser prevalent, el que va provocar un nombre creixent de morts per inanició entre moltes zones rurals. Es calcula que només el 1960 van morir més de 10 milions de persones. En passar una cosa així en temps de pau, nosaltres, com a membres del Partit Comunista, ens sentim veritablement culpables davant el poble i mai no hem d'oblidar aquesta dura lliçó!"[145]

- Wan Li, expresident de l'Assemblea Popular Nacional de la Xina, va afirmar que "durant els tres anys difícils posteriors al moviment de la Comuna Popular, la gent a tot arreu tenia edemes i fins i tot moria de gana. Només a Anhui, segons els informes, hi va haver entre 3 i 4 milions de persones que van morir 'anormalment'... Havíem estat "esquerranitzats" durant massa temps i els agricultors ja no estaven motivats per treballar”.[146]

- Tian Jiyun, exviceprimer ministre de la República Popular de la Xina i exvicepresident de l'Assemblea Popular Nacional de la Xina, va afirmar que "mirant cap enrere als Tres Anys de Dificultats, la gent a tot arreu tenia edemes i moria de gana, i desenes de milions de persones van morir anormalment, més que el total de morts durant tota la Revolució Democràtica. Quina va ser la raó d'això? Liu Shaoqi va dir que va ser '30% desastres naturals i 70% error humà', que va ser el comandament erroni, el 'socialisme utòpic' i l''oportunisme d'esquerra'".[147]

Investigadors de fora de la Xina han argumentat que els grans canvis institucionals i polítics que van acompanyar el Gran Salt Endavant van ser els factors clau de la fam, o almenys van empitjorar els desastres induïts per la natura.En particular, el premi Nobel Amartya Sen situa aquesta fam en un context global, i argumenta que la manca de democràcia és el principal culpable: "De fet, no s'ha produït mai una fam substancial en un país democràtic, per molt pobre que sigui". Afegeix que és "difícil d'imaginar que alguna cosa així hagués pogut passar en un país que va a votar regularment i que té una premsa independent. Durant aquella terrible calamitat el govern no va enfrontar cap pressió dels diaris, que estaven controlats, i cap dels partits de l'oposició, absents."Sen, però, també argumenta: "Malgrat la grandària gegantina de l'excés de mortalitat a la fam xinesa, la mortalitat addicional a l'Índia per privacions regulars en temps normals eclipsa enormement la primera. […] L'Índia sembla que aconsegueix omplir el seu armari amb més esquelets, cada vuit anys, que no pas els que la Xina hi va posar en els seus anys de vergonya.